# All England/Mixed
Als All England werden die Internationalen Meisterschaften von England im Badminton bezeichnet. Sie sind das älteste internationale Badmintonturnier überhaupt und galten bis zur Einführung der Badminton-Weltmeisterschaft im Jahr 1977 als inoffizielle Einzel-WM. Folgend die Gewinner und Finalisten im Mixed.

## Die Sieger und Finalisten im Mixed
| Jahr        | Sieger                                 | Finalist                                       | Ergebnis            |
| ----------- | -------------------------------------- | ---------------------------------------------- | ------------------- |
| 1899        | D. Oakes/Daisey St. John               | W. L. Lincoln/Collins                          | 15-8, 15-3          |
| 1900        | D. Oakes/Daisey St. John               | H. L. Mellersh/Meriel Lucas                    | 15-12, 15-12        |
| 1901        | F. S. Collier/Ellen Mary Stawell-Brown | Stewart Marsden Massey/Cammell                 | 15-8, 5-15, 18-17   |
| 1902        | L. U. Ransford/E. Moseley              | H. L. Mellersh/Ethel Thomson                   | 15-8, 15-11         |
| 1903        | George Alan Thomas/Ethel Thomson       | Stewart Marsden Massey/Cammell                 |                     |
| 1904        | Henry Norman Marrett/Dorothea Douglass | Albert Davis Prebble/Meriel Lucas              | 15-6, 15-12         |
| 1905        | Henry Norman Marrett/Hazel Hogarth     | George Alan Thomas/Ethel Thomson               | 15-8, 15-2          |
| 1906        | George Alan Thomas/Ethel Thomson       | Norman Wood/G. L. Murray                       | 17-16, 15-3         |
| 1907        | George Alan Thomas/G. L. Murray        | Albert Davis Prebble/Dora Boothby              | 18-17, 15-1         |
| 1908        | Norman Wood/Meriel Lucas               | George Alan Thomas/G. L. Murray                | 15-9 15-3           |
| 1909        | Albert Davis Prebble/Dora Boothby      | Frank Chesterton/Meriel Lucas                  | 15-9, 18-17         |
| 1910        | Guy Sautter/Dorothy Cundall            | Frank Chesterton/Meriel Lucas                  | 7-15, 15-9, 15-10   |
| 1911        | George Alan Thomas/Margaret Larminie   | Henry Norman Marrett/Alice Gowenlock           | 15-11, 9-15, 15-7   |
| 1912        | Edward Hawthorn/Hazel Hogarth          | Percy Douglas Fitton/Lavinia Clara Radeglia    | 17-16, 15-9         |
| 1913        | Guy Sautter/ M. E. Mayston             | Edward Hawthorn/Hazel Hogarth                  | 15-13, 15-6         |
| 1914        | George Alan Thomas/Hazel Hogarth       | Frank Chesterton/Margaret Tragett              | 15-10, 15-12        |
| 1915 – 1919 | nicht ausgetragen                      | nicht ausgetragen                              | nicht ausgetragen   |
| 1920        | George Alan Thomas/Hazel Hogarth       | Guy Sautter/ Dorothy Harvey                    | 15-12, 15-12        |
| 1921        | George Alan Thomas/Hazel Hogarth       | Frank Devlin/E. F. Stewart                     | 15-9, 15-3          |
| 1922        | George Alan Thomas/Hazel Hogarth       | Archibald Frank Engelbach/Kitty McKane         | 15-9, 15-4          |
| 1923        | Gordon Mack/ Margaret Tragett          | George Alan Thomas/Hazel Hogarth               | 15-10 15-7          |
| 1924        | Frank Devlin/ Kitty McKane             | George Alan Thomas/Hazel Hogarth               | 8-15, 15-11, 15-9   |
| 1925        | Frank Devlin/ Kitty McKane             | Frank Hodge/Violet Elton                       | 15-3, 15-9          |
| 1926        | Frank Devlin/ Eveline Peterson         | Gordon Mack/A. M. Head                         | 15-5, 15-9          |
| 1927        | Frank Devlin/ Eveline Peterson         | George Alan Thomas/Hazel Hogarth               | 15-11, 15-11        |
| 1928        | Albert Edward Harbot/Margaret Tragett  | George Alan Thomas/Hazel Hogarth               | 15-7, 15-9          |
| 1929        | Frank Devlin/ Marian Horsley           | Herbert Uber/Betty Uber                        | 15-8, 15-6          |
| 1930        | Herbert Uber/Betty Uber                | B. P. Cook/C. M. Patten                        | 18-13, 15-4         |
| 1931        | Herbert Uber/Betty Uber                | Frank Devlin/ Marian Horsley                   | 8-15, 15-8, 15-9    |
| 1932        | Herbert Uber/Betty Uber                | Raymond M. White/Hazel Hogarth                 | 18-16, 15-9         |
| 1933        | Donald C. Hume/Betty Uber              | Willoughby Hamilton/ Marian Horsley            | 18-15, 15-4         |
| 1934        | Donald C. Hume/Betty Uber              | Ian Maconachie/ Marian Horsley                 | 15-12 15-10         |
| 1935        | Donald C. Hume/Betty Uber              | Raymond M. White/ Marion Armstrong             | 15-3, 15-1          |
| 1936        | Donald C. Hume/Betty Uber              | Ian Maconachie/ Thelma Kingsbury               | 18-15, 15-8         |
| 1937        | Ian Maconachie/ Thelma Kingsbury       | Ralph Nichols/ J. W. Stewart                   | 15-11 15-12         |
| 1938        | Raymond M. White/Betty Uber            | Ralph Nichols/Bessie Staples                   | 15-10, 15-9         |
| 1939        | Ralph Nichols/Bessie Staples           | James Rankin/Mavis Macnaughton                 | 15-10, 6-15, 15-8   |
| 1940 – 1946 | nicht ausgetragen                      | nicht ausgetragen                              | nicht ausgetragen   |
| 1947        | Poul Holm/Tonny Ahm                    | Tage Madsen/Kirsten Thorndahl                  | 15-13, 13-15, 15-12 |
| 1948        | Jørn Skaarup/Kirsten Thorndahl         | Conny Jepsen/ Aase Svendsen                    | 15-10, 15-2         |
| 1949        | Clinton Stephens/Patricia Stephens     | Wynn Rogers/Queenie Allen                      | 15-5, 2-15, 15-12   |
| 1950        | Poul Holm/Tonny Ahm                    | Jørn Skaarup/Birgit Rostgaard-Frøhne           | 15-3, 15-4          |
| 1951        | Poul Holm/Tonny Ahm                    | Arve Lossmann/Kirsten Thorndahl                | 8-15, 15-2, 15-4    |
| 1952        | Poul Holm/Tonny Ahm                    | Ole Jensen/Aase Schiøtt Jacobsen               | 15-4, 10-15, 15-7   |
| 1953        | David Choong/ June White               | Poul Holm/Agnete Friis                         | 15-6, 15-10         |
| 1954        | John Best/Iris Cooley                  | Finn Kobberø/Inge Birgit Hansen                | 15-12, 15-0         |
| 1955        | Finn Kobberø/Kirsten Thorndahl         | David Choong/ June White                       | 15-7, 15-13         |
| 1956        | Tony Jordan/June Timperley             | Jørgen Hammergaard Hansen/Anni Jørgensen       | 18-15, 15-8         |
| 1957        | Finn Kobberø/Kirsten Thorndahl         | Jørgen Hammergaard Hansen/Anni Jørgensen       | 15-3, 15-6          |
| 1958        | Tony Jordan/June Timperley             | Finn Kobberø/Aase Winther                      | 15-9, 7-15 15-5     |
| 1959        | Poul-Erik Nielsen/Inge Birgit Hansen   | Jørgen Hammergaard Hansen/Kirsten Granlund     | 14-17, 15-7, 15-3   |
| 1960        | Finn Kobberø/Kirsten Granlund          | Poul-Erik Nielsen/Inge Birgit Hansen           | 15-7, 15-2          |
| 1961        | Finn Kobberø/Kirsten Granlund          | Tony Jordan/June Timperley                     | 15-12, 15-5         |
| 1962        | Finn Kobberø/Ulla Rasmussen            | Poul-Erik Nielsen/Inge Birgit Hansen           | 15-1, 15-11         |
| 1963        | Finn Kobberø/Ulla Rasmussen            | Tony Jordan/June Timperley                     | 15-8, 15-12         |
| 1964        | Tony Jordan/Jennifer Pritchard         | Finn Kobberø/Ulla Strand                       | 15-10, 18-13        |
| 1965        | Finn Kobberø/Ulla Strand               | Tony Jordan/Jennifer Pritchard                 | 9-15, 15-4, 15-12   |
| 1966        | Finn Kobberø/Ulla Strand               | Per Walsøe/Pernille Mølgaard Hansen            | 15-13, 15-3         |
| 1967        | Svend Pri/Ulla Strand                  | Per Walsøe/Pernille Mølgaard Hansen            | 15-2, 15-10         |
| 1968        | Tony Jordan/Susan Pound                | Robert McCoig/Muriel Woodcock                  | 15-6, 15-8          |
| 1969        | Roger Mills/Gillian Perrin             | Tony Jordan/Susan Whetnall                     | 9-15, 15-5, 15-12   |
| 1970        | Per Walsøe/Pernille Mølgaard Hansen    | Wolfgang Bochow/Irmgard Latz                   | 17-14, 15-12        |
| 1971        | Svend Pri/Ulla Strand                  | Derek Talbot/Gillian Gilks                     | 15-12, 8-15, 15-11  |
| 1972        | Svend Pri/Ulla Strand                  | Derek Talbot/Gillian Gilks                     | 12-15, 15-8, 15-12  |
| 1973        | Derek Talbot/Gillian Gilks             | Elliot Stuart/Nora Gardner                     | 9-15, 15-13, 15-8   |
| 1974        | David Eddy/Susan Whetnall              | Derek Talbot/Gillian Gilks                     | 15-5, 7-15, 15-10   |
| 1975        | Elliot Stuart/Nora Gardner             | Roland Maywald/Brigitte Steden                 | 15-9, 15-3          |
| 1976        | Derek Talbot/Gillian Gilks             | Mike Tredgett/Nora Gardner                     | 15-9, 15-12         |
| 1977        | Derek Talbot/Gillian Gilks             | Mike Tredgett/Nora Perry                       | 15-9, 15-9          |
| 1978        | Mike Tredgett/Nora Perry               | Steen Skovgaard/Lene Køppen                    | 15-7, 15-4          |
| 1979        | Christian Hadinata/Imelda Wiguna       | Mike Tredgett/Nora Perry                       | 15-1, 18-17         |
| 1980        | Mike Tredgett/Nora Perry               | Christian Hadinata/Imelda Wiguna               | 18-13, 15-10        |
| 1981        | Mike Tredgett/Nora Perry               | Christian Hadinata/Imelda Wiguna               | 10-15, 18-14, 15-10 |
| 1982        | Martin Dew/Gillian Gilks               | Billy Gilliland/ Karen Chapman                 | 15-10, 14-17, 15-7  |
| 1983        | Thomas Kihlström/ Nora Perry           | Steen Skovgaard/Anne Skovgaard                 | 18-16, 11-15, 15-6  |
| 1984        | Martin Dew/Gillian Gilks               | Nigel Tier/Gillian Gowers                      | 15-8, 15-3          |
| 1985        | Billy Gilliland/ Nora Perry            | Thomas Kihlström/ Gillian Clark                | 15-10, 15-12        |
| 1986        | Park Joo-bong/Chung Myung-hee          | Lee Deuk-choon/Chung So-young                  | 15-5, 15-5          |
| 1987        | Lee Deuk-choon/Chung Myung-hee         | Jan-Eric Antonsson/Christine Magnusson         | 15-5, 14-18, 15-8   |
| 1988        | Wang Pengren/Shi Fangjing              | Jesper Knudsen/Nettie Nielsen                  | 15-9, 18-13         |
| 1989        | Park Joo-bong/Chung Myung-hee          | Jan-Eric Antonsson/Maria Bengtsson             | 15-1, 15-9          |
| 1990        | Park Joo-bong/Chung Myung-hee          | Jon Holst-Christensen/Grete Mogensen           | 15-6, 15-3          |
| 1991        | Park Joo-bong/Chung Myung-hee          | Thomas Lund/Pernille Dupont                    | 15-10, 10-15, 15-4  |
| 1992        | Thomas Lund/Pernille Dupont            | Jon Holst-Christensen/Grete Mogensen           | 15-10, 15-1         |
| 1993        | Jon Holst-Christensen/Grete Mogensen   | Thomas Lund/Catrine Bengtsson                  | 8-1, ret.           |
| 1994        | Nick Ponting/Joanne Wright             | Chris Hunt/Gillian Clark                       | 15-10, 15-11        |
| 1995        | Thomas Lund/Marlene Thomsen            | Jon Holst-Christensen/Rikke Olsen              | 15-7, 15-7          |
| 1996        | Park Joo-bong/Ra Kyung-min             | Simon Archer/Julie Bradbury                    | 15-10, 15-10        |
| 1997        | Liu Yong/Ge Fei                        | Tri Kusharyanto/Minarti Timur                  | 15-10, 15-2         |
| 1998        | Kim Dong-moon/Ra Kyung-min             | Michael Søgaard/Rikke Olsen                    | 15-2, 11-15, 15-5   |
| 1999        | Simon Archer/Joanne Goode              | Ha Tae-kwon/Chung Jae-hee                      | 15-2, 15-13         |
| 2000        | Kim Dong-moon/Ra Kyung-min             | Liu Yong/Ge Fei                                | 15-10, 15-2         |
| 2001        | Zhang Jun/Gao Ling                     | Michael Søgaard/Rikke Olsen                    | 13-15, 15-12, 17-14 |
| 2002        | Kim Dong-moon/Ra Kyung-min             | Jens Eriksen/Mette Schjoldager                 | 7-3, 7-3, 7-0       |
| 2003        | Zhang Jun/Gao Ling                     | Chen Qiqiu/Zhao Tingting                       | 11-6, 11-7          |
| 2004        | Kim Dong-moon/Ra Kyung-min             | Kim Yong-hyun/Lee Hyo-jung                     | 15-8, 17-15         |
| 2005        | Nathan Robertson/Gail Emms             | Thomas Laybourn/Kamilla Rytter Juhl            | 15-10, 15-12        |
| 2006        | Zhang Jun/Gao Ling                     | Nathan Robertson/Gail Emms                     | 12-15, 17-14, 15-1  |
| 2007        | Zheng Bo/Gao Ling                      | Anthony Clark/Donna Kellogg                    | 16-21, 21-18, 21-14 |
| 2008        | Zheng Bo/Gao Ling                      | Nova Widianto/Liliyana Natsir                  | 18-21, 21-14, 21-9  |
| 2009        | He Hanbin/Yu Yang                      | Ko Sung-hyun/Ha Jung-eun                       | 13-21, 21-15, 21-9  |
| 2010        | Zhang Nan/Zhao Yunlei                  | Nova Widianto/Liliyana Natsir                  | 21-18, 23-25, 21-18 |
| 2011        | Xu Chen/Ma Jin                         | Sudket Prapakamol/Saralee Thungthongkam        | 21-13, 21-9         |
| 2012        | Tontowi Ahmad/Liliyana Natsir          | Thomas Laybourn/Kamilla Rytter Juhl            | 21-17, 21-19        |
| 2013        | Tontowi Ahmad/Liliyana Natsir          | Zhang Nan/Zhao Yunlei                          | 21-13, 21-17        |
| 2014        | Tontowi Ahmad/Liliyana Natsir          | Zhang Nan/Zhao Yunlei                          | 21-13, 21-17        |
| 2015        | Zhang Nan/Zhao Yunlei                  | Tontowi Ahmad/Liliyana Natsir                  | 21-10, 21-10        |
| 2016        | Praveen Jordan/Debby Susanto           | Joachim Fischer Nielsen/Christinna Pedersen    | 15–10, 15–2         |
| 2017        | Lu Kai/Huang Yaqiong                   | Chan Peng Soon/Goh Liu Ying                    | 18-21, 21-19, 21-16 |
| 2018        | Yuta Watanabe/Arisa Higashino          | Zheng Siwei/Huang Yaqiong                      | 15-21, 22-20, 21-16 |
| 2019        | Zheng Siwei/Huang Yaqiong              | Yuta Watanabe/Arisa Higashino                  | 21-17, 22-20        |
| 2020        | Praveen Jordan/Melati Daeva Oktavianti | Dechapol Puavaranukroh/Sapsiree Taerattanachai | 21–15, 17–21, 21–8  |
| 2021        | Yuta Watanabe/Arisa Higashino          | Yūki Kaneko/Misaki Matsutomo                   | 21–14, 21–13        |
| 2022        | Yuta Watanabe/Arisa Higashino          | Wang Yilu/Huang Dongping                       | 21–19, 21–19        |
| 2023        | Zheng Siwei/Huang Yaqiong              | Seo Seung-jae/Chae Yoo-jung                    | 21–16, 16–21, 21–12 |
| 2024        | Zheng Siwei/Huang Yaqiong              | Yuta Watanabe/Arisa Higashino                  | 21–16, 21–11        |

## Statistik

### Mehrfachtitelgewinner
| Platz | Land                | Spieler                | Anzahl |
| ----- | ------------------- | ---------------------- | ------ |
| 1     | England             | George Alan Thomas     | 8      |
| 1     | England             | Betty Uber             | 8      |
| 1     | Danemark            | Finn Kobberø           | 8      |
| 4     | Danemark            | Ulla Strand            | 7      |
| 5     | England             | Hazel Hogarth          | 6      |
| 5     | England             | Gillian Gilks          | 6      |
| 5     | England             | Nora Perry             | 6      |
| 8     | Irland              | Frank Devlin           | 5      |
| 8     | Danemark            | Kirsten Thorndahl      | 5      |
| 8     | Korea Sud           | Chung Myung-hee        | 5      |
| 8     | Korea Sud           | Park Joo-bong          | 5      |
| 8     | Korea Sud           | Ra Kyung-min           | 5      |
| 8     | China Volksrepublik | Gao Ling               | 5      |
| 14    | England             | Donald C. Hume         | 4      |
| 14    | Danemark            | Poul Holm              | 4      |
| 14    | Danemark            | Tonny Ahm              | 4      |
| 14    | England             | Tony Jordan            | 4      |
| 14    | Korea Sud           | Kim Dong-moon          | 4      |
| 14    | China Volksrepublik | Huang Yaqiong          | 4      |
| 19    | England             | Margaret Tragett       | 3      |
| 19    | England             | Herbert Uber           | 3      |
| 19    | England             | June Timperley         | 3      |
| 19    | Danemark            | Svend Pri              | 3      |
| 19    | England             | Derek Talbot           | 3      |
| 19    | England             | Mike Tredgett          | 3      |
| 19    | China Volksrepublik | Zhang Jun              | 3      |
| 19    | Indonesien          | Tontowi Ahmad          | 3      |
| 19    | Indonesien          | Liliyana Natsir        | 3      |
| 19    | Japan               | Arisa Higashino        | 3      |
| 19    | Japan               | Yuta Watanabe          | 3      |
| 19    | China Volksrepublik | Zheng Siwei            | 3      |
| 32    | England             | D. Oakes               | 2      |
| 32    | England             | Daisey St. John        | 2      |
| 32    | England             | Ethel Thomson Larcombe | 2      |
| 32    | England             | Henry Norman Marrett   | 2      |
| 32    | England             | Guy Sautter            | 2      |
| 32    | England             | Kitty McKane           | 2      |
| 32    | England             | Eveline Peterson       | 2      |
| 32    | England             | Susan Whetnall         | 2      |
| 32    | England             | Martin Dew             | 2      |
| 32    | Danemark            | Thomas Lund            | 2      |
| 32    | England             | Joanne Goode           | 2      |
| 32    | China Volksrepublik | Zheng Bo               | 2      |
| 32    | China Volksrepublik | Zhang Nan              | 2      |
| 32    | China Volksrepublik | Zhao Yunlei            | 2      |
| 32    | Indonesien          | Praveen Jordan         | 2      |

### Sieger nach Land
| Platz | Land                | Anzahl |
| ----- | ------------------- | ------ |
| 1     | England             | 53     |
| 2     | Dänemark            | 21     |
| 3     | Volksrepublik China | 15     |
| 4     | Südkorea            | 10     |
| 5     | Indonesien          | 6      |
| 6     | Irland              | 3.5    |
| 7     | Japan               | 3      |
| 8     | Vereinigte Staaten  | 1      |
| 9     | Malaysia            | 0.5    |
| 9     | Schottland          | 0.5    |
| 9     | Schweden            | 0.5    |

### Mehrfachfinalisten
| Platz | Land                | Spieler                   | Anzahl |
| ----- | ------------------- | ------------------------- | ------ |
| 1     | England             | George Alan Thomas        | 14     |
| 2     | England             | Hazel Hogarth             | 12     |
| 3     | Danemark            | Finn Kobberø              | 11     |
| 4     | England             | Nora Perry                | 10     |
| 5     | England             | Betty Uber                | 9      |
| 5     | England             | Gillian Gilks             | 9      |
| 7     | Danemark            | Kirsten Thorndahl         | 8      |
| 7     | England             | Tony Jordan               | 8      |
| 7     | Danemark            | Ulla Strand               | 8      |
| 10    | Irland              | Frank Devlin              | 7      |
| 11    | England             | June Timperley            | 6      |
| 11    | England             | Derek Talbot              | 6      |
| 11    | England             | Mike Tredgett             | 6      |
| 11    | Indonesien          | Liliyana Natsir           | 6      |
| 15    | England             | Meriel Lucas              | 5      |
| 15    | Danemark            | Poul Holm                 | 5      |
| 15    | Korea Sud           | Chung Myung-hee           | 5      |
| 15    | Korea Sud           | Park Joo-bong             | 5      |
| 15    | Korea Sud           | Ra Kyung-min              | 5      |
| 15    | China Volksrepublik | Gao Ling                  | 5      |
| 21    | England             | Ethel Thomson Larcombe    | 4      |
| 21    | England             | Margaret Tragett          | 4      |
| 21    | England             | Marian Horsley            | 4      |
| 21    | England             | Herbert Uber              | 4      |
| 21    | England             | Donald C. Hume            | 4      |
| 21    | Danemark            | Tonny Ahm                 | 4      |
| 21    | Danemark            | Inge Birgit Hansen        | 4      |
| 21    | Danemark            | Jon Holst-Christensen     | 4      |
| 21    | Danemark            | Thomas Lund               | 4      |
| 21    | Korea Sud           | Kim Dong-moon             | 4      |
| 21    | China Volksrepublik | Zhang Nan                 | 4      |
| 21    | China Volksrepublik | Zhao Yunlei               | 4      |
| 21    | Indonesien          | Tontowi Ahmad             | 4      |
| 21    | Japan               | Arisa Higashino           | 4      |
| 21    | Japan               | Yuta Watanabe             | 4      |
| 21    | China Volksrepublik | Huang Yaqiong             | 4      |
| 37    | England             | Henry Norman Marrett      | 3      |
| 37    | England             | Albert Davis Prebble      | 3      |
| 37    | England             | G. L. Murray              | 3      |
| 37    | England             | Dora Boothby              | 3      |
| 37    | England             | Frank Chesterton          | 3      |
| 37    | England             | Guy Sautter               | 3      |
| 37    | England             | Kitty McKane              | 3      |
| 37    | England             | Raymond M. White          | 3      |
| 37    | Irland              | Ian Maconachie            | 3      |
| 37    | England             | Ralph Nichols             | 3      |
| 37    | Danemark            | Jørgen Hammergaard Hansen | 3      |
| 37    | Danemark            | Poul-Erik Nielsen         | 3      |
| 37    | Danemark            | Per Walsøe                | 3      |
| 37    | Danemark            | Pernille Mølgaard Hansen  | 3      |
| 37    | Danemark            | Svend Pri                 | 3      |
| 37    | England             | Susan Whetnall            | 3      |
| 37    | Indonesien          | Christian Hadinata        | 3      |
| 37    | Indonesien          | Imelda Wiguna             | 3      |
| 37    | Danemark            | Grete Mogensen            | 3      |
| 37    | Danemark            | Rikke Olsen               | 3      |
| 37    | China Volksrepublik | Zhang Jun                 | 3      |
| 37    | China Volksrepublik | Zheng Siwei               | 3      |
| 59    | England             | D. Oakes                  | 2      |
| 59    | England             | Daisey St. John           | 2      |
| 59    | England             | H. L. Mellersh            | 2      |
| 59    | England             | Stewart Marsden Massey    | 2      |
| 59    | England             | Cammell                   | 2      |
| 59    | England             | Norman Wood               | 2      |
| 59    | England             | Edward Hawthorn           | 2      |
| 59    | Irland              | Gordon Mack               | 2      |
| 59    | England             | Eveline Peterson          | 2      |
| 59    | England             | Thelma Kingsbury          | 2      |
| 59    | England             | Bessie Shearlaw           | 2      |
| 59    | Danemark            | Jørn Skaarup              | 2      |
| 59    | Danemark            | Aase Winther              | 2      |
| 59    | Malaysia            | David Choong              | 2      |
| 59    | Danemark            | Anni Hammergaard Hansen   | 2      |
| 59    | England             | Jennifer Pritchard        | 2      |
| 59    | England             | Elliot Stuart             | 2      |
| 59    | Danemark            | Steen Skovgaard           | 2      |
| 59    | England             | Martin Dew                | 2      |
| 59    | Schottland          | Billy Gilliland           | 2      |
| 59    | Schweden            | Thomas Kihlström          | 2      |
| 59    | England             | Gillian Clark             | 2      |
| 59    | Korea Sud           | Lee Deuk-choon            | 2      |
| 59    | Schweden            | Jan-Eric Antonsson        | 2      |
| 59    | Danemark            | Pernille Dupont           | 2      |
| 59    | England             | Joanne Goode              | 2      |
| 59    | England             | Simon Archer              | 2      |
| 59    | China Volksrepublik | Ge Fei                    | 2      |
| 59    | China Volksrepublik | Liu Yong                  | 2      |
| 59    | Danemark            | Michael Søgaard           | 2      |
| 59    | England             | Gail Emms                 | 2      |
| 59    | England             | Nathan Robertson          | 2      |
| 59    | Danemark            | Thomas Laybourn           | 2      |
| 59    | Danemark            | Kamilla Rytter Juhl       | 2      |
| 59    | Indonesien          | Nova Widianto             | 2      |
| 59    | Indonesien          | Praveen Jordan            | 2      |